# Paul Trappe

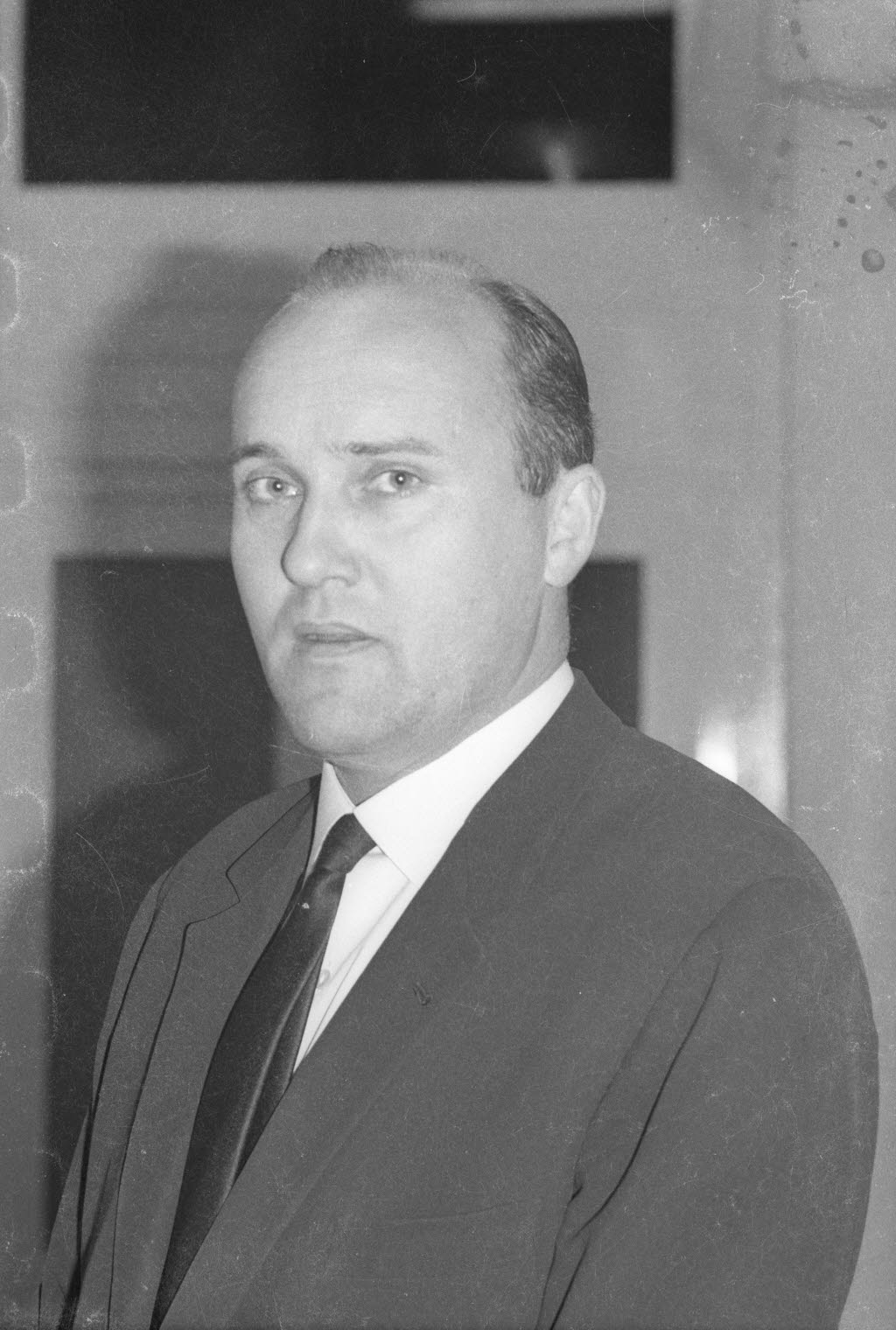
Paul Trappe (1968)

Paul Trappe (* 12. Dezember 1931 in Trier; † 22. März 2005 in Bern) war ein deutscher Soziologe.

## Leben und Wirken
Trappe wurde 1959 an der Johannes Gutenberg-Universität Mainz zum Dr. phil. promoviert und habilitierte sich 1964 an der Universität Bern. Von 1966 bis 1969 war er Professor und Direktor des Soziologischen Seminars der Christian-Albrechts-Universität zu Kiel. Von 1969 bis 2002 war er Professor und Vorsteher des Instituts für Soziologie an der Universität Basel.
Trappe widmete sich zwei Arbeitsschwerpunkten: der Rechtssoziologie und der Soziologie der Entwicklungsländer. In beiden Bereichen richtete Trappe sein besonderes Interesse auf Fragen der Partizipation.
Seine agrarsoziologischen Studien führten ihn ins südliche Europa und nach Afrika. Er wirkte als Experte für die Vereinten Nationen in Uganda, für die deutsche Bundesregierung in der Elfenbeinküste und für den Ciba-Geigy-Konzern in Madagaskar.
Paul Trappe vertrat eine verstehende Soziologie in der Tradition von Karl Jaspers, Edgar Salin und Heinrich Popitz.

## Schriften (Auswahl)
- Die Rechtssoziologie Theodor Geigers, Mainz, 1959 (Dissertationsschrift).
- Die Entwicklungsfunktion des Genossenschaftswesens am Beispiel ostafrikanischer Stämme, Neuwied: Luchterhand, 1966.
- Warum Genossenschaften in Entwicklungsländern?, Neuwied: Luchterhand, 1966.
- Zur Situation der Rechtssoziologie, Tübingen: Mohr (Siebeck), 1968.
- Development from below as an alternative. A case study in Karamoja / Uganda, Basel 1978.
- Kritischer Realismus in der Rechtssoziologie, Wiesbaden: Steiner, 1983.
- Mitbestimmung in Wirtschaft und Gesellschaft, Wiesbaden: Steiner, 1983.
- Die verdrängte soziale Frage, Köln: Bachem, 1983.
- Entwicklungssoziologie, Basel: Social Strategies Publishers Co-operative Soc., 1984.
- Soziale Breitenwirkung einer Entwicklungsintervention, Basel: Karger Libri, 1987.
- Politische und gesellschaftliche intermediäre Gewalten im sozialen Rechtsstaat, Basel: Karger Libri, 1990.
- Entwicklung, Recht, sozialer Wandel, Bern: Lang, 2002.